# Microrégion de Tangará da Serra
 (mars 2017).
Si vous disposez d'ouvrages ou d'articles de référence ou si vous connaissez des sites web de qualité traitant du thème abordé ici, merci de compléter l'article en donnant les références utiles à sa vérifiabilité et en les liant à la section « Notes et références ».

Localisation de la microrégion de Tangará da Serra

La microrégion de Tangará da Serra est l'une des trois microrégions qui subdivisent le sud-ouest de l'État du Mato Grosso au Brésil.
Elle comporte 5 municipalités qui regroupaient 161 788 habitants en 2016 pour une superficie totale de 22 286,279 km2.

## Municipalités
| Municipalités    | Population | Surface        |
| ---------------- | ---------- | -------------- |
| Barra do Bugres  | 33 334     | 6 060,175 km2  |
| Denise           | 9 040      | 1 307,188 km2  |
| Nova Olímpia     | 19 218     | 1 549,821 km2  |
| Porto Estrela    | 3 064      | 2 045,410 km2  |
| Tangará da Serra | 96 932     | 11 323,685 km2 |
| Microrégion      | 161 788    | 22 286,279 km2 |